# Jacques Cortellari
Jacques Cortellari est un artiste peintre français né le 5 décembre 1942 à Rennes et mort le 22 octobre 2002. Dessinateur, sculpteur, graveur, fresquiste, il laisse derrière lui plus de 3000 œuvres.

## Biographie
Jacques Cortellari, né le 5 décembre 1942 à Rennes, est le fils de l'architecte Albert Cortellari, un des grands acteurs de la reconstruction de Brest après la Seconde Guerre mondiale et restaurateur du manoir de Keroual. Enfant, Jacques Cortellari est atteint d'une méningite tuberculeuse, il est sauvé grâce à la pénicilline.
Formé dans l'atelier de Jean Souverbie, il étudie à l'École des Beaux-Arts de Paris et expose son travail en solo, notamment à la Galerie Guigné.
Dans les années 1966-1967, l'expressionnisme prime ses œuvres.
Ses compositions ont une qualité de conte de fées et regorgent de formes animales mystérieuses. Il réalise également des gravures et des dessins rehaussés d'aquarelles.
Jacques Cortellari meurt en 2002.
En 2004, deux cent soixante de ses toiles sont mises en vente.

## Expositions
- Salon d'automne[4].